# Wybory parlamentarne we Włoszech w 2006 roku
Wybory do dwóch izb parlamentu Włoch odbyły się w dniach 9 i 10 kwietnia 2006. Głównymi kontrkandydatami do urzędu premiera Włoch byli pełniący tę funkcję lider centroprawicowego sojuszu Dom Wolności Silvio Berlusconi oraz lider centrolewicowej koalicji Unia, były premier i przewodniczący Komisji Europejskiej Romano Prodi.
Lokale wyborcze były otwarte 9 kwietnia od 8:00 do 22:00 (czasu włoskiego), a 10 kwietnia od 8:00 do 15:00. O 630 miejsc w Izbie Deputowanych i 315 w Senacie ubiegało się ponad 12 tysięcy kandydatów, w przeważającej mierze skupionych wokół dwóch wielkich koalicji.
Większość spośród 630 posłów do Izby Deputowanych zostali wybrani w wielomandatowych okręgach wyborczych odpowiadających regionowi lub jego części, 1 poseł został wybrany w okręgu wyborczym utworzonym w regionie Dolina Aosty, a 12 w czterech większościowych okręgach dla Włochów mieszkających poza granicami kraju. Ordynacja do Senatu przewidywała wybór większości spośród 315 senatorów w wielomandatowych okręgach wyborczych utworzonych w 18 regionach. 7 senatorów wybrano w okręgach jednomandatowych w Trydencie-Górnej Adydze, 1 w Dolinie Aosty, a 6 w czterech większościowych okręgach dla Włochów mieszkających poza granicami kraju. Ordynacja wprowadzała premię dla zwycięskiego ugrupowania, mandaty wyrównujące i określone progi wyborcze.

## Dom Wolności
Dom Wolności był centroprawicową koalicją rządową kierowaną przez premiera Włoch Silvia Berlusconiego. W jej skład weszły głównie te same partie, które wystartowały w sojuszu w poprzednich wyborach parlamentarnych. Główne ugrupowania Domu Wolności to:
- Forza Italia, założona i kierowana przez Silvia Berlusconiego;
- Sojusz Narodowy, konserwatywna partia polityczna, której przewodził były minister spraw zagranicznych Włoch i były wicepremier Gianfranco Fini;
- Unia Chrześcijańskich Demokratów i Demokratów Centrum, chadecka partia centrowa, jej liderami byli Lorenzo Cesa i przewodniczący Izby Deputowanych Pier Ferdinando Casini,
- Liga Północna-Ruch dla Autonomii, wspólna lista Ligi Północnej, prawicowej partii północnych Włoch pod przewodnictwem  Umberto Bossiego oraz Ruchu dla Autonomii (partia południowowłoska) na czele z Raffaele Lombardo;
- Chrześcijańska Demokracja dla Autonomii-Nowa Włoska Partia Socjalistyczna;
- Akcja Socjalna, partia Alessandry Mussolini, wnuczki byłego przywódcy Włoch (koalicja małych neofaszystowskich partii pod nazwą Alternatywa Socjalna;
- Trójkolorowy Płomień;
- Liberalni Reformatorzy;
- Włoska Partia Republikańska.

### Kampania przedwyborcza
Koalicja obiecywała przede wszystkim zniesienie podatków i podwyższenie zasiłków socjalnych oraz rent i emerytur. Zapowiadano utworzenie nowych miejsc pracy i rozpoczęcie realizacji planu robót publicznych na którym skorzystaliby bezrobotni (przede wszystkim prace mają dotyczyć planów zbudowania mostu w Cieśninie Mesyńskiej, który łączyłby Kalabrię i Sycylię).
Silvio Berlusconi ostro krytykował lewicę. Zapowiadał, że Unia ma w swoich planach podniesienie podatków i jest ona zagrożeniem dla włoskiej demokracji. W czasie wystąpienia przedwyborczego mówił o lewicy: Mam zbyt wiele szacunku dla inteligencji Włochów, by móc wierzyć w to, że jest wśród nich tylu fiutów, którzy mogliby głosować przeciwko własnym interesom'. Samego Romano Prodiego, w wystąpieniu telewizyjnym nazwał przydatnym idiotą, który użycza swej twarzy dobrodusznego proboszcza lewicy, składającej się w 70 procentach z komunistów.

## Unia
Unii (L’Unione), skupiającej ugrupowania centrowe, centrolewicowe i komunistyczne, przewodniczył były szef Komisji Europejskiej Romano Prodi. W skład koalicji weszły w szczególności następujące ugrupowania:
- Drzewo Oliwne, konfederacja Demokratów Lewicy (głównego postkomunistycznego i socjaldemokratycznego ugrupowania, prowadzonego przez Piera Fassino), Margherita (centrowa katolicka i liberalna partia Francesca Rutelliego), Europejski Ruch Republikański (mała partia liberalna Luciany Sbarbati);
- Odrodzenie Komunistyczne, komuniści pod kierownictwem Fausta Bertinotiego;
- Róża w Pięści, złożona z Włoskich Demokratycznych Socjalistów Enrica Boselliego oraz Włoskich Radykałów Emmy Bonino;
- Partia Komunistów Włoskich, eurokomunistyczna partia Oliviero Diliberto;
- Federacja Zielonych; partia zielonej polityki prowadzona przez Alfonso Pecoraro Scanio, wspólnie z komunistami startująca do Senatu;
- Włochy Wartości, liberalne ugrupowanie prokuratora Antonia di Pietro (na jej liście znaleźli się też kandydaci ruchu Demokratyczni Republikanie);
- Popolari-UDEUR, centroprawicowe ugrupowanie proeuropejskie Clemente Mastelli;
- Socjaliści, rozłamowcy z NPSI pod przywództwem Vittorio „Bobo” Craxiego;
- Partia Emerytów;
- Włoska Partia Socjaldemokratyczna;
- Zjednoczeni Konsumenci;
- partie regionalne (w tym Południowotyrolska Partia Ludowa).

### Kampania przedwyborcza
W skład Unii weszło wiele partii z różniącymi się programami gospodarczymi i społecznymi. Po jednej stronie katolicka Margherita, z drugiej radykałowie włoscy, którzy domagający się zerwania stosunków dyplomatycznych ze Stolicą Apostolską. Koalicja zapowiadała gruntowne zmiany w edukacji, służbie zdrowia oraz naprawę systemu emerytalno-rentowego. Romano Prodi zapowiedział również wycofanie włoskiego kontyngentu z Iraku, co jednak już wcześniej zapowiedział Silvio Berlusconi (ewakuacja włoskich wojsk miała nastąpić do 1 stycznia 2007).
Romano Prodi w przeciwieństwie do Silvia Berlusconiego starał się zachowywać spokojnie w czasie kampanii wyborczej, stwierdził jednak o nim, że dopiero kiedy wejdzie na krzesło, będzie wzrostu normalnego człowieka.

## Wyniki wyborów

### Izba Deputowanych
| Koalicja | Koalicja                          | Głosy       | %           | Miejsca               | Partie tworzące koalicję | Głosy      | %     | Miejsca |
| | Dom Wolności (Casa delle Libertà) | 18,962,408  | 49.74       | 277 + 4 wyrównujace   | Forza Italia | 9,039,585  | 23.71 | 136     |
| Sojusz Narodowy (Alleanza Nazionale) | Dom Wolności (Casa delle Libertà) | 18,962,408  | 49.74       | 277 + 4 wyrównujace   | 4,703,256 | 12.34      | 72    |         |
| Unia Chrześcijańskich Demokratów i Demokratów Centrum (UDC) | Dom Wolności (Casa delle Libertà) | 18,962,408  | 49.74       | 277 + 4 wyrównujace   | 2,576,087 | 6.76       | 39    |         |
| Liga Północna-Ruch dla Autonomii - Liga Północna (Lega Nord) - Ruch dla Autonomii (Movimento per l'Autonomia) | Dom Wolności (Casa delle Libertà) | 18,962,408  | 49.74       | 277 + 4 wyrównujace   | 1,748,030 | 4.58       | 28    |         |
| Chrześcijańska Demokracja dla Autonomii-Nowa Włoska Partia Socjalistyczna (DC-Nuovo PSI) - Chrześcijańska Demokracja dla Autonomii (Democrazia Cristiana per le Autonomie) - Nowa Włoska Partia Socjalistyczna (Partito Socialista – Nuovo PSI) | Dom Wolności (Casa delle Libertà) | 18,962,408  | 49.74       | 277 + 4 wyrównujace   | 285,163 | 0.75       | 6     |         |
| Akcja Socjalna (Alternativa Sociale) | Dom Wolności (Casa delle Libertà) | 18,962,408  | 49.74       | 277 + 4 wyrównujace   | 255,212 | 0.67       | 0     |         |
| Ruch Socjalny – Trójkolorowy Płomień (Fiamma Tricolore) | Dom Wolności (Casa delle Libertà) | 18,962,408  | 49.74       | 277 + 4 wyrównujace   | 231,148 | 0.61       | 0     |         |
| Ruch Nie dla Euro (No Euro) | Dom Wolności (Casa delle Libertà) | 18,962,408  | 49.74       | 277 + 4 wyrównujace   | 58,757 | 0.15       | 0     |         |
| Zjednoczeni Emeryci (Pensionati Uniti) | Dom Wolności (Casa delle Libertà) | 18,962,408  | 49.74       | 277 + 4 wyrównujace   | 28,317 | 0.07       | 0     |         |
| Lista Środowiskowa – Ekologiczni Demokraci (Ambienta-Lista-Ecologisti Democratici) | Dom Wolności (Casa delle Libertà) | 18,962,408  | 49.74       | 277 + 4 wyrównujace   | 17,574 | 0.05       | 0     |         |
| Włoska Partia Liberalna (Partito Liberale Italiano) | Dom Wolności (Casa delle Libertà) | 18,962,408  | 49.74       | 277 + 4 wyrównujace   | 12,326 | 0.03       | 0     |         |
| S.O.S. Włochy (S.O.S. Italia) | Dom Wolności (Casa delle Libertà) | 18,962,408  | 49.74       | 277 + 4 wyrównujace   | 6,953 | 0.02       | 0     |         |
| | Unia (L’Unione)                   | 18,989,891  | 49,81       | 341 + 7 wyrównujących | Drzewo Oliwne (L'Ulivo) - Demokraci Lewicy (Democratici di Sinistra) - Margherita (Margherita – Democrazia è Libertà) - Europejski Ruch Republikański (Movimento Repubblicani Europei) | 11,922,500 | 31.27 | 218     |
| Odrodzenie Komunistyczne (Rifondazione Comunista) | Unia (L’Unione)                   | 18,989,891  | 49,81       | 341 + 7 wyrównujących | 2,228,335 | 5.84       | 41    |         |
| Róża w Pięści (Rosa nel Pugno) - Włoscy Demokratyczni Socjaliści (Socialisti Democratici Italiani) - Włoscy Radykałowie (Radicali Italiani) | Unia (L’Unione)                   | 18,989,891  | 49,81       | 341 + 7 wyrównujących | 990,188 | 2.60       | 18    |         |
| Partia Komunistów Włoskich (Partito dei Comunisti Italiani) | Unia (L’Unione)                   | 18,989,891  | 49,81       | 341 + 7 wyrównujących | 884,350 | 2.32       | 16    |         |
| Włochy Wartości (Italia dei Valori) | Unia (L’Unione)                   | 18,989,891  | 49,81       | 341 + 7 wyrównujących | 876,748 | 2.30       | 20    |         |
| Federacja Zielonych (Federazione dei Verdi) | Unia (L’Unione)                   | 18,989,891  | 49,81       | 341 + 7 wyrównujących | 783,605 | 2.06       | 16    |         |
| Popolari-UDEUR (Popolari-UDEUR) | Unia (L’Unione)                   | 18,989,891  | 49,81       | 341 + 7 wyrównujących | 532,757 | 1.40       | 14    |         |
| Partia Emerytów (Partito dei Pensionati) | Unia (L’Unione)                   | 18,989,891  | 49,81       | 341 + 7 wyrównujących | 333,859 | 0.88       | 0     |         |
| Południowotyrolska Partia Ludowa (Südtiroler Volkspartei) | Unia (L’Unione)                   | 18,989,891  | 49,81       | 341 + 7 wyrównujących | 182,703 | 0.48       | 4     |         |
| Włoscy Socjaliści (I Socialisti) | Unia (L’Unione)                   | 18,989,891  | 49,81       | 341 + 7 wyrównujących | 114,852 | 0.30       | 0     |         |
| Lista Konsumentów (Lista Consumatori) | Unia (L’Unione)                   | 18,989,891  | 49,81       | 341 + 7 wyrównujących | 73,720 | 0.19       | 0     |         |
| Liga Sojuszu Lombardzkiego (Lega Alleanza Lombarda) | Unia (L’Unione)                   | 18,989,891  | 49,81       | 341 + 7 wyrównujących | 44,580 | 0.12       | 0     |         |
| Autonomia Wolność Demokracja (Autonomnie Liberté Démocratie) | Unia (L’Unione)                   | 18,989,891  | 49,81       | 341 + 7 wyrównujących | 34,167 | 0.09       | 1     |         |
| | Inne partie                       | Inne partie | Inne partie | Inne partie           | Progetto Nordest | 92,079     | 0.24  | 0       |
| Pozostałe partie | Inne partie                       | Inne partie | Inne partie | Inne partie           | 81,182 | 0.21       | 0     |         |
| Razem | Razem                             |             |             | 630                   | |            |       | 630     |